# Gliederung des Heeres (Bundeswehr, Heeresstruktur 5)
Die Gliederung des Heeres der Bundeswehr in der Heeresstruktur 5 beschreibt die Truppenteile des Heeres in der Heeresstruktur 5. Die Heeresstruktur 5 bezeichnete im engeren Sinne die geplante Gliederung des Heeres der 1990er-Jahre. Die Heeresstruktur 5 wurde jedoch nur in Ansätzen eingenommen. Bereits ab etwa 1993 wurde aufgrund der geänderten geopolitischen Lage die Einnahme der Heeresstruktur 5 abgebrochen und mit der Einnahme der deutlich abweichenden „nachgesteuerten“ Heeresstruktur 5 (N) begonnen. Auffälligster Unterschied zwischen der geplanten Heeresstruktur 5 und 4 war die geplante Verschmelzung der Führungsstäbe des Feldheeres mit den entsprechenden Führungsstäben des Territorialheeres. Mit der Indienststellung der Deutsch-Französischen Brigade begann der Prozess der Aufstellung multinationaler Truppenteile.

## Vorbemerkungen

### Stand der Umsetzung der Heeresstruktur 5
Die Heeresstruktur 5 wurde analog zum Vorgehen bei früheren Heeresstrukturen vor 1990 unter den Rahmenbedingungen des Kalten Krieges geplant und erprobt und sollte die Grundlage der Heeresstruktur für das 1990 beginnende Jahrzehnt bilden. Die Heeresstruktur 5 wurde jedoch nur in Ansätzen eingenommen. Zwischen Ende 1989 und 1993 wurde anders als bei der Einnahme der früheren Heeresstrukturen die Umgliederung nicht zügig binnen weniger Monate umgesetzt. Bereits ab etwa 1993 wurde aufgrund der geänderten geopolitischen Lage nach Ende des Ost-West-Konflikts die Einnahme der Heeresstruktur 5 vollständig abgebrochen. Die Heeresstruktur 5 musste „nachgesteuert“ werden,
- um die Aufstellung der Bundeswehr in den neu hinzugekommenen Landesteilen abzubilden,
- um die Truppenstärke und andere die Streitkräfte betreffende Bedingungen des Zwei-plus-Vier-Vertrages zu berücksichtigen,
- um dem allgemeinen Trend zur Abrüstung einhergehend mit der militärischen Entspannung zwischen der NATO und dem Warschauer Pakt Rechnung zu tragen,
- um der damit einhergehenden Verkürzung des Wehrdienstes Rechnung zu tragen,
- um die zukünftig vermehrt erwartbaren „friedenserhaltenden“ und „friedenssichernden“ Einsätze des Heeres organisatorisch zu erleichtern,
- um der Lockerung der integrierten NATO-Befehlsstrukturen mit der Aufstellung nationaler Führungsstäbe zu begegnen und
- um als Reaktion darauf neue multinationale Großverbände (beispielsweise binationale Korpsstäbe) auszuplanen, die die Zusammenarbeit mit den verbündeten Streitkräfte festigen sollten.

Die „nachgesteuerte“ Heeresstruktur wurde als Heeresstruktur 5 (N) bezeichnet (N für „nachgesteuert“). Die überarbeitete Heeresstruktur 5 N übernahm nur einzelne Elemente der aufgegebenen Heeresstruktur 5. Im Kern handelte es sich – trotz der ähnlichen Bezeichnung – um eine grundlegende Neuplanung.

### Aufbau der Liste
Die unten aufgezählte Gliederung des Heeres in Truppenteile berücksichtigt im Wesentlichen die gemäß Heeresstruktur 5 in Westdeutschland geplante Grobstruktur, auch wenn diese nicht realisiert wurde. In Ostdeutschland berücksichtigt die Liste die in Ostdeutschland geplante Struktur. Nach 1990 wurden die Gliederungsprinzipien der Heeresstruktur 5 kurzfristig auf die Aufstellung der Bundeswehr in Ostdeutschland übertragen. Insgesamt ist festzustellen, dass die Prinzipien der Heeresstruktur 5 in Ostdeutschland konsequenter als in Westdeutschland verwirklicht wurden. Wo möglich sind Angaben zur konkreten Realisierung der Planung zwischen 1990 und 1993 ergänzt. Wo z. B. eine geplante Gliederung in dieser Form nicht (oder erst nach 1993) eingenommen wurde, ist ein entsprechender Hinweis eingefügt. Die nach 1990 eingeleitete Truppenreduzierung bedeutete für viele Truppenteile, dass sie in den frühen 1990er Jahren zwar noch kurz weiterbestanden, die Umgliederung in die neue Struktur, die für sie in den Planungen zur Heeresstruktur 5 vorgesehen war, aber nicht mehr realisierten. Diese Truppenteile sollen in einem separaten Abschnitt aufgezählt werden und nicht dort, wo sie in der Heeresstruktur 5 ursprünglich vorgesehen waren. Insgesamt ist der Artikel daher weder eine Darstellung der ursprünglichen Planung der Heeresstruktur 5 noch eine Darstellung einer jemals tatsächlich eingenommenen Struktur.

### Umfang des Heeres
Die Planungen zum Umfang des Heeres der Heeresstruktur 5 sahen aufgrund der Demographie der Bundesrepublik Deutschland keine nennenswerten Änderungen im Vergleich zur Heeresstruktur 4 vor. Ende der 1989 wurde sogar eine Verlängerung des Wehrdienstes als notwendig angesehen um die Truppenstärke zu halten. Erst durch den Beitritt Gesamt-Berlins und der wiedererrichteten Länder auf dem Gebiet der untergegangenen Deutschen Demokratischen Republik zur Bundesrepublik wuchs der Umfang des Heeres (kurzfristig) über das ursprünglich in der Heeresstruktur 5 geplante Soll an. Mit insgesamt 14 aufgestellten Divisionen erreichte das Feldheer seinen historischen Höchststand. Nach diesem kurzzeitigen Höchststand wurde die Truppenstärke reduziert und der Wehrdienst konnte verkürzt werden. Bereits Ende 1993 war das gesamtdeutsche Heer kleiner als zum Ende des Kalten Krieges Ende der 1980er Jahre.

### Übergeordnete Führung
Die drei deutschen Korps und die nachgeordneten Truppenteile sollten im Verteidigungsfall durch Kommandostäbe der NATO geführt werden. In der NATO-Kommandostruktur war der Einsatz für LANDJUT, NORTHAG und CENTAG vorgesehen. Die dem Inspekteur des Heeres nachgeordneten Truppenteile auf Ebene der obersten Heeresführung sowie die den drei Territorialkommandos nachgeordneten Truppenteile blieben (auch im Verteidigungsfall) unter nationaler Führung – blieben also dem Bundeskanzler bzw. Bundesministerium der Verteidigung bzw. dem Führungsstab der Streitkräfte und dem Führungsstab des Heeres nachgeordnet. Dieser Bereich war also nicht in die NATO-Kommandostruktur integriert.
Bis spätestens 1993 wurde jedoch klar, dass nach dem Ende des Ost-West-Konflikts die integrierte NATO-Struktur in Westeuropa gelockert werden sollte und die nationalen Landstreitkräfte durch nationale Führungsstäbe geführt werden sollte. In der Heeresstruktur 5 (N) wurde dazu im deutschen Heer das Heeresführungskommando ausgeplant, das fortan das Heer als oberster Führungsstab führen sollte.

### Das Territorialheer in der Heeresstruktur 5
Das Territorialheer blieb als Teilbereich des Heeres in der Heeresstruktur 5 bestehen. Das Territorialheer sollte im Verteidigungsfall anders als das Feldheer durch nationale Führungsstäbe geführt werden. Allerdings war geplant in der Friedensgliederung der Heeresstruktur 5 die organisatorische Eigenständigkeit des Territorialheeres de-facto aufzugeben. Dazu war geplant, die Führungsstäbe des Territorialheeres im Frieden mit den entsprechenden Führungsstäben des Feldheeres fusioniert werden sollten. Dies sollte mindestens alle Führungsebenen bis hinunter zu den Verteidigungsbezirkskommandos betreffen. Letztlich kam die geplante Fusion – insbesondere in Westdeutschland – jedoch nicht über Ansätze hinaus, die noch am konsequentesten in der Verschmelzung der Wehrbereichskommandos mit den Divisionen umgesetzt wurde; diese Fusionen sollten auch über das Ende der Heeresstruktur 5 zunächst in der Heeresstruktur 5 (N) weiterbestehen. Erst zwischen 1994 und 1996 – also eigentlich bereits nach dem Aus für die Heeresstruktur 5 – kam es dann doch noch wie ursprünglich geplant zur (nur kurzfristigen) Verschmelzung einzelner Verteidigungsbezirkskommandos mit Brigaden. Die ostdeutschen Truppenteile waren formell bis zum Abzug der Gruppe der Sowjetischen Streitkräfte in Deutschland gemäß Zwei-plus-Vier-Vertrag ohnehin formell Teil des Territorialheeres. In Ostdeutschland wurde also zwischen 1990 und 1993 eine den Prinzipien der Heeresstruktur 5 folgende Aufstellung fusionierter Truppenteile weitgehend realisiert, ohne dass es sich jedoch formell um Truppenteile des Feldheeres handelte.

## Oberste Heeresführung
- Inspekteur des Heeres / Führungsstab des Heeres, Bonn[1]
  -  Heeresamt, Köln[1]
    - Schulen und Zentren des Heeres

### Korps/Territorialkommando Nord
Hinweis: die Aufstellung des fusionierten Korps/Territorialkommando Nord wurde nicht vollzogen. Stattdessen bestanden das I. Korps, LANDJUT, das Territorialkommando Nord und das Territorialkommando Schleswig-Holstein/Wehrbereichskommando I weitgehend eigenständig fort. Die Fusionierung der fortbestehenden Wehrbereichskommandos im Territorialkommando Nord und Schleswig-Holstein und der fortbestehenden Divisionen im Bereich des I. Korps/LANDJUT wurde bis etwa Mitte 1994 realisiert.
- Stab Korps/Territorialkommando Nord
  - Wehrbereichskommando I/6. Panzergrenadierdivision
    - Panzergrenadierbrigade 7 (Hinweis: die Panzergrenadierbrigade 7 wechselte erst 1994 zur 6. Panzergrenadierdivision und unterstand bis 1994 zunächst weiter der 3. Panzerdivision, die nach 1990 zunächst ähnlich wie in der Heeresstruktur 4 fortbestand.)
    - Panzerbrigade 16 (Hinweis: die geplante Umgliederung der Panzergrenadierbrigade 16 in eine Panzerbrigade 16 wurde nicht realisiert.)
    - Panzerbrigade 18 (Hinweis: die Panzerbrigade 18 war in den 1990-er Jahren teilaktiv)
    - Verteidigungsbezirkskommando 10
    - Verteidigungsbezirkskommando 11 (Hinweis: die geplante Neuaufstellung des Verteidigungsbezirkskommandos 11 wurde erst 1993 realisiert)
    - Verteidigungsbezirkskommando 12 (Hinweis: die geplante Neuaufstellung des Verteidigungsbezirkskommandos 12 wurde erst 1993 realisiert)

  - Wehrbereichskommando II/1. Panzerdivision
    - Panzergrenadierbrigade 1
    - Panzergrenadierbrigade 19 (Hinweis: die Panzergrenadierbrigade 19 wechselte erst 1994 zur 1. Panzerdivision und unterstand bis 1994 zunächst weiter der 7. Panzerdivision. 1996 erfolgte die Rücküberstellung zur 7. Panzerdivision.)
    - Panzergrenadierbrigade 32 (Hinweis: die Panzergrenadierbrigade 32 wechselte erst 1993 zur 1. Panzerdivision und unterstand bis 1993 zunächst weiter der 11. Panzergrenadierdivision, die nach 1990 zunächst ähnlich wie in der Heeresstruktur 4 fortbestand.)
    - Verteidigungsbezirkskommando 20
    - Verteidigungsbezirkskommando 22
    - Verteidigungsbezirkskommando 23
    - Verteidigungsbezirkskommando 24
    - Verteidigungsbezirkskommando 25

  - Wehrbereichskommando III/7. Panzerdivision
    - Panzerlehrbrigade 9 (Hinweis: Die Panzerlehrbrigade 9 wechselte erst 1994 zur 7. Panzerdivision und unterstand bis 1994 der 3. Panzerdivision, die nach 1990 zunächst ähnlich wie in der Heerestruktur 4 fortbestand.)
    - Panzerbrigade 21
    - Verteidigungsbezirkskommando 31
    - Verteidigungsbezirkskommando 32
    - Verteidigungsbezirkskommando 33
    - Verteidigungsbezirkskommando 34
    - Verteidigungsbezirkskommando 35

#### Weitere Truppenteile in Norddeutschland
Folgende norddeutsche Truppenteile wurden nicht konsequent entsprechend der Gliederungsprinzipien der Heeresstruktur 5 umgegliedert, werden daher oben nicht aufgezählt, und bestanden im Wesentlichen ähnlich – bei allerdings meist reduzierter Truppenstärke – wie in der Heeresstruktur 4 neben den oben aufgezählten Verbänden etwa bis zum Start der Umgliederung zur Heeresstruktur 5 (N) als nicht fusionierte Verbände fort. Ob und in welcher Ausprägung in den ursprünglichen Plänen zur Heeresstruktur 5 für diese Verbände auch eine Unterstellung unter ein fusioniertes Korps/Territorialkommando bzw. unter ein fusioniertes Divisions–/Wehrbereichskommando vorgesehen war, ist nicht belegbar:
- Im Bereich des bisherigen Territorialkommandos Schleswig-Holstein:
  - Stab Territorialkommando Schleswig-Holstein (Hinweis: Gleichzeitig Stab des Wehrbereichskommandos 1. Das Territorialkommando Schleswig-Holstein wird 1994 aufgelöst.)
    - Verfügungstruppenkommando 41 (Hinweis: 1993 aufgelöst.)
      - Heimatschutzbrigade 61 (Hinweis: 1993 aufgelöst.)
- Im Bereich des bisherigen Territorialkommandos Nord:
  - Heimatschutzbrigade 52 (Hinweis: 1992 aufgelöst.)
  - Heimatschutzbrigade 53 (Hinweis: 1992 aufgelöst.)
  - Heimatschutzbrigade 62 (Hinweis: 1993 aufgelöst.)
  - Heimatschutzbrigade 63 (Hinweis: 1993 aufgelöst.)
- Im Bereich des bisherigen I. Korps:
  - 3. Panzerdivision (Hinweis: 1994 aufgelöst.)
    - Panzerbrigade 8 (Hinweis: 1993 nicht aktiv gestellt. Bis zur Deaktivierung Teil der 3. Panzerdivision.)

  - 11. Panzergrenadierdivision (Hinweis: Die Division bleibt zunächst weitgehend bestehen. Ob die spätere „Fusion“ der Panzergrenadierbrigade 31 und Luftlandebrigade 27 möglicherweise auf eine geplante Umgliederung der 11. Division in ein norddeutsches Führungskommando analog dem süddeutschen Kommando Luftbewegliche Kräfte/4. Division hindeutete, bleibt Spekulation. Die 11. Panzergrenadierdivision wurde 1994 aufgelöst.)
    - Panzergrenadierbrigade 31 (Hinweis: Die Brigade bleibt zunächst weitgehend unverändert als Teil der 11. Panzergrenadierdivision erhalten. 1993 unter Hinzuziehung von Teilen der Luftlandebrigade 27 Umgliederung in Luftlandebrigade 31 und Unterstellung beim Kommando Luftbewegliche Kräfte/4. Division.)
    - Panzergrenadierbrigade 32 (Hinweis: Die Brigade bleibt zunächst weitgehend unverändert als Teil der 11. Panzergrenadierdivision erhalten. 1993 Wechsel zum Wehrbereichskommando II/1. Panzerdivision.)
    - Panzerbrigade 33 (Hinweis: 1993 aufgelöst. Bis zur Außerdienststellung Teil der 11. Panzergrenadierdivision.)

  - Panzerbrigade 2 (Hinweis: 1993 nicht aktiv gestellt. Bis zur Deaktivierung Teil der 1. Panzerdivision.)
  - Panzerbrigade 3 (Hinweis: 1994 aufgelöst. Bis zur Außerdienststellung Teil der 1. Panzerdivision.)
  - Panzergrenadierbrigade 17 (Hinweis: 1993 aufgelöst. Bis zur Außerdienststellung Teil der 6. Panzergrenadierdivision.)
  - Panzerbrigade 20 (Hinweis: 1992 aufgelöst. Bis zur Außerdienststellung Teil der 7. Panzerdivision.)
  - Luftlandebrigade 27 (Hinweis: bis 1991 truppendienstliche Unterstellung bei der 1. Luftlandedivision aber bereits in der Heeresstruktur 4 als Reserve operativ für das I. Korps vorgesehen. Ab 1991 dem I. Korps auch truppendienstlich unterstellt. 1993 aufgelöst und zur Aufstellung Luftlandebrigade 31 verwendet.)
  - Heimatschutzbrigade 51 (Hinweis: 1993 aufgelöst. Bis zur Außerdienststellung Teil der 6. Panzergrenadierdivision.)

### Korps/Territorialkommando Süd
Hinweis: die Aufstellung des fusionierten Korps/Territorialkommando Süd wurde nicht vollzogen. Die Fusionierung der Wehrbereichskommandos und Divisionen wurde realisiert.
- Stab Korps/Territorialkommando Süd
  - Wehrbereichskommando IV/5. Panzerdivision
    - Panzergrenadierbrigade 5
    - Panzerbrigade 14
    - Panzerbrigade 34
    - Verteidigungsbezirkskommando 41
    - Verteidigungsbezirkskommando 42
    - Verteidigungsbezirkskommando 43
    - Verteidigungsbezirkskommando 44
    - Verteidigungsbezirkskommando 45
    - Verteidigungsbezirkskommando 46
    - Verteidigungsbezirkskommando 47

  - Wehrbereichskommando V/10. Panzerdivision
    - Panzerbrigade 12
    - Deutsch-Französische Brigade
    - Panzergrenadierbrigade 30
    - Verteidigungsbezirkskommando 51
    - Verteidigungsbezirkskommando 52
    - Verteidigungsbezirkskommando 53
    - Verteidigungsbezirkskommando 54

  - Wehrbereichskommando VI/1. Gebirgsdivision
    - Gebirgsjägerbrigade 23
    - Panzerbrigade 24
    - Panzerbrigade 36
    - Verteidigungsbezirkskommando 61
    - Verteidigungsbezirkskommando 62
    - Verteidigungsbezirkskommando 63
    - Verteidigungsbezirkskommando 64
    - Verteidigungsbezirkskommando 65
    - Verteidigungsbezirkskommando 66
    - Verteidigungsbezirkskommando 67

### Korps/Territorialkommando Ost
Hinweis: Bis zur Aufstellung des fusionierten Korps/Territorialkommando Ost 1991 wurden die Landstreitkräfte in Ostdeutschland durch das Bundeswehrkommando Ost teilstreitkräftegemeinsam geführt. Vorgänger für den Stab des Korps/Territorialkommandos Ost war das Heereskommando Ost, das ebenfalls dem Bundeswehrkommando Ost nachgeordnet war. Die Aufstellung des fusionierten Korps/Territorialkommandos Ost und die Fusionierung der Wehrbereichskommandos und Divisionen wurden ab 1991 realisiert.
- Stab Korps/Territorialkommando Ost
  - Sanitätsbrigade Ost (Hinweis: Aufstellung ca. 1991. Ab 1993 als Sanitätsbrigade 4 bezeichnet.)
  - Logistikbrigade Ost (Hinweis: Aufstellung 1991. Ab 1994 als Logistikbrigade 4 bezeichnet.)
  - Wehrbereichskommando VII/13. Panzergrenadierdivision (Hinweis: bis 1994 als Division/Wehrbereichskommando VII bezeichnet)
    - Pionierbrigade 70 (Hinweis: Aufstellung 1991)
    - Panzergrenadierbrigade 37 (Hinweis: bis 1994 als Heimatschutzbrigade 37 bezeichnet)
    - Panzergrenadierbrigade 38 (Hinweis: bis 1994 als Heimatschutzbrigade 38 bezeichnet)
    - Panzergrenadierbrigade 39 (Hinweis: bis 1994 als Heimatschutzbrigade 39 bezeichnet; danach nicht wie ursprünglich geplant als Panzergrenadierbrigade 39, sondern als Panzerbrigade 39 ausgeplant.)
    - Verteidigungsbezirkskommando 71
    - Verteidigungsbezirkskommando 72
    - Verteidigungsbezirkskommando 73
    - Verteidigungsbezirkskommando 74
    - Verteidigungsbezirkskommando 75
    - Verteidigungsbezirkskommando 76

  - Wehrbereichskommando VIII/14. Panzergrenadierdivision  (Hinweis: bis 1994 als Division/Wehrbereichskommando VIII bezeichnet)
    - Pionierbrigade 80 (Hinweis: Aufstellung 1991)
    - Panzergrenadierbrigade 40 (Hinweis: bis 1994 als Heimatschutzbrigade 40 bezeichnet)
    - Panzergrenadierbrigade 41 (Hinweis: bis 1994 als Heimatschutzbrigade 41 bezeichnet)
    - Panzergrenadierbrigade 42 (Hinweis: bis 1994 als Heimatschutzbrigade 42 bezeichnet; danach nicht wie ursprünglich geplant als Panzergrenadierbrigade 42, sondern als Panzerbrigade 42 ausgeplant.)
    - Verteidigungsbezirkskommando 81
    - Verteidigungsbezirkskommando 82
    - Verteidigungsbezirkskommando 83
    - Verteidigungsbezirkskommando 84
    - Verteidigungsbezirkskommando 85
    - Verteidigungsbezirkskommando 86
    - Verteidigungsbezirkskommando 87
    - Verteidigungsbezirkskommando 88
    - Verteidigungsbezirkskommando 100 (Hinweis: Das Verteidigungsbezirkskommando 100 (das spätere Standortkommando Berlin) war bis 1995 entgegen der ursprünglichen Planung bis 1995 dem Korps/Territorialkommando Ost direkt unterstellt.)

### Luftlandetruppe
- Kommando Luftbewegliche Kräfte/4. Division